# Пауларо
Пауларо (итал. Paularo) је насеље у Италији у округу Удине, региону Фурланија-Јулијска крајина.
Према процени из 2011. у насељу је живело 1504 становника. Насеље се налази на надморској висини од 674 м.

## Становништво
Према резултатима пописа становништва 2011. у општини је живело 2.737 становника.
| 1931. | 1936. | 1951. | 1961. | 1971. | 1981. | 1991. | 2001. | 2011. |
| ----- | ----- | ----- | ----- | ----- | ----- | ----- | ----- | ----- |
| 3.618 | 3.590 | 4.408 | 4.004 | 3.672 | 3.520 | 3.207 | 2.907 | 2.737 |

## Партнерски градови
- Sillingy